# Holcaeus calligetus
Holcaeus calligetus är en stekelart som först beskrevs av Walker 1839.  Holcaeus calligetus ingår i släktet Holcaeus och familjen puppglanssteklar. Inga underarter finns listade i Catalogue of Life.